# Air Raid (jeu vidéo)
Pour les articles homonymes, voir Air Raid.
Air Raid est un jeu vidéo de shoot 'em up sorti sur Atari 2600 en 1982. Il est célèbre comme étant un des jeux les plus rares jamais sortis sur la console (son nombre de ventes ne s'élève qu'à 12 exemplaires et l'un de ces exemplaires fut vendu 31 600 $ sur Ebay,,). Il s'agit du seul jeu de l'entreprise Men-A-Vision.

## Système de jeu
Le gameplay d'Air Raid s'avère assez inhabituel car malgré un scrolling se faisant de droite à gauche (en fait, le même écran qui se répète en boucle), on déplace le vaisseau en bas de l'écran et horizontalement, à la manière de Space Invaders. L'objectif est de détruire les hélicoptères et les vaisseaux ennemis avant qu'ils n'atteignent les immeubles que l'on doit protéger.